# Lomanotus
Famille
Genre
Lomanotus, unique représentant de la famille des Lomanotidae, est un genre de mollusques de l'ordre des nudibranches.

## Liste des espèces
Selon World Register of Marine Species, on compte six espèces :
- Lomanotus barlettai Garcia-Gomez, Lopez-Gonzalez & Garcia, 1990
- Lomanotus draconis Ortea & Cabrera, 1999
- Lomanotus genei Vérany, 1846
- Lomanotus marmoratus (Alder & Hancock, 1845)
- Lomanotus phiops Er. Marcus, 1957
- Lomanotus vermiformis Eliot, 1908